# 해안대꼬리박쥐
해안대꼬리박쥐 또는 해안무덤박쥐(Taphozous australis)는 대꼬리박쥐과에 속하는 박쥐의 일종이다. 오스트레일리아와 파푸아뉴기니에서 발견된다.